# Santíssima Trinitat
|  | Per a altres significats, vegeu «Santíssima Trinitat (desambiguació)». |

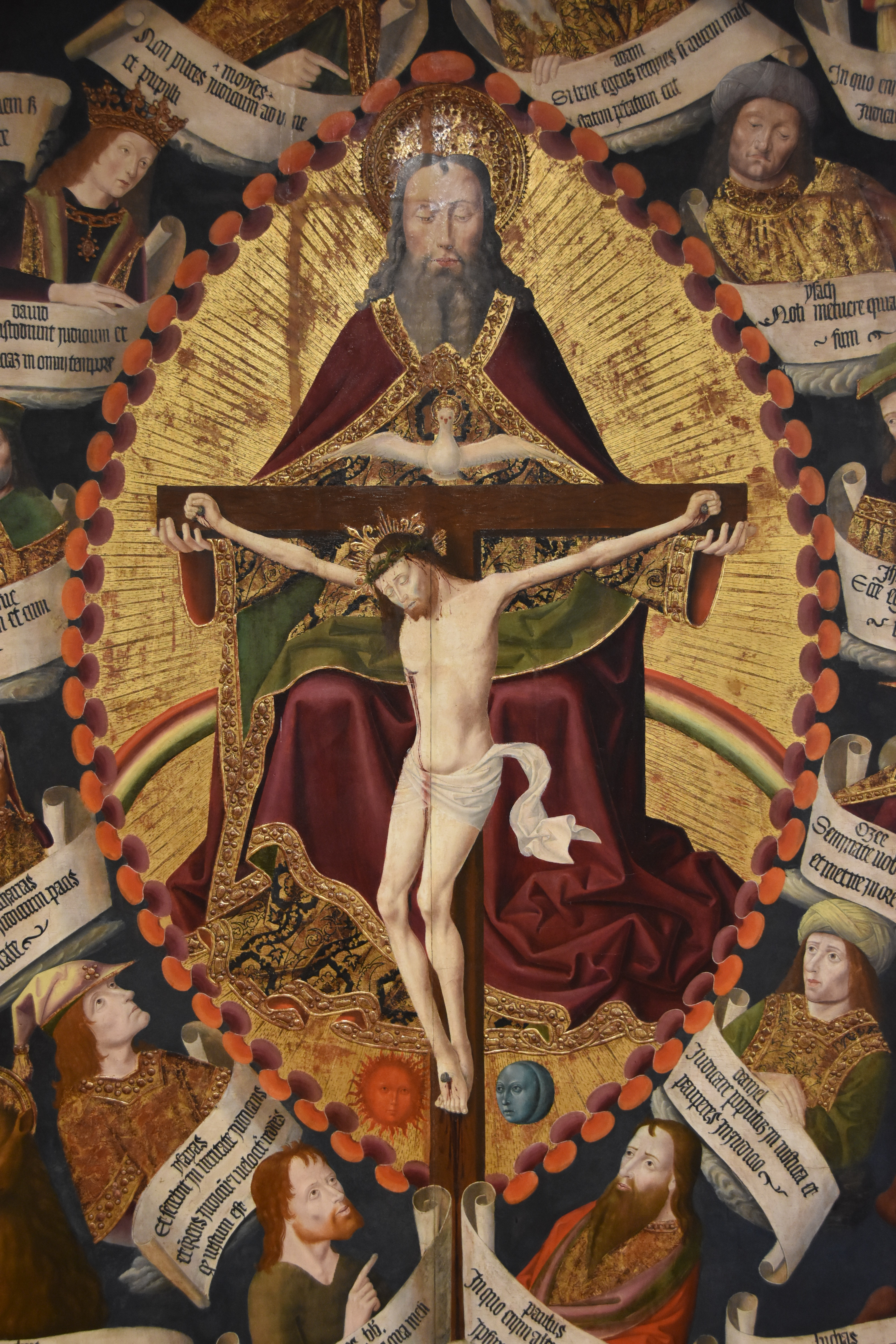
Retaule de la Trinitat. Museu d'art Jacint Rigau, Perpinyà (1489)

La doctrina cristiana de la Trinitat és la doctrina central sobre la naturalesa de Déu en la majoria de les esglésies cristianes, que defineix un Déu existent en tres persones divines coiguals, coeternes i consubstancials: Déu Pare, Déu Fill (Jesucrist) i Déu Esperit Sant, tres persones diferents (hipòstases) que comparteixen una essència/substància/natura (homoousion). Com va declarar el Concili del Laterà IV, és el Pare qui engendra, el Fill qui és engendrat i l'Esperit Sant que procedeix. En aquest context, una essència/natura defineix què és Déu, mentre que les tres persones defineixen qui és Déu. Això expressa alhora la seva distinció i la seva indissoluble unitat. Així, tot el procés de creació i gràcia es veu com una única acció compartida de les tres persones divines, en la qual cada persona manifesta els atributs propis de la Trinitat, demostrant així que tot prové "del Pare", "a través del Fill" i "en l'Esperit Sant".
Aquesta doctrina s'anomena trinitarisme i els qui la sostenen s'anomenen trinitaris, mentre que els seus oponents s'anomenen antitrinitaris o no trinitaris. Les posicions cristianes no trinitàries inclouen l'Unitarisme, el binitarisme i el Modalisme.
Si bé la doctrina desenvolupada de la Trinitat no és explícita en els llibres que constitueixen el Nou Testament, el Nou Testament posseeix una comprensió triàdica de Déu i conté una sèrie de fórmules trinitàries. La doctrina de la Trinitat es va formular per primera vegada entre els primers cristians i pares de l'Església mentre intentaven entendre la relació entre Jesús i Déu en els seus documents bíblics i tradicions anteriors. Hi ha hagut algunes interpretacions diferents de la Trinitat entre els teòlegs i les denominacions cristianes: filioque, subordinació funcional eterna, subordinacionisme i trinitarisme social.
Tot i que la Trinitat és principalment un concepte cristià, el judaisme ha tingut opinions paral·leles, especialment entre els escrits de la tradició de la càbala.

## Mitologia
Molts déus politeistes s'organitzaven en grups de tres, que si bé no eren equivalents a la complexa relació cristiana, podrien haver inspirat els primers pensadors sobre el concepte. Aquestes tríades són de diferents tipus:
- tríades: 3 déus que apareixen junts a les històries i representen conceptes relacionats, com la vida, la mort, i la reencarnació o els membres bàsics d'una família celestial (deïtat triple)
- triuns: 3 aspectes del mateix déu (la Trinitat n'és l'exemple més reeixit).
- tripartits: un déu amb tres parts que es poden manifestar separadament, per exemple monstres amb tres caps cadascú amb la seva personalitat.
- triassociats: un déu envia els seus atributs de tres en tres, com per exemple tres senyals o tres ocells.

## Antecedents jueus

### Pare
Segons l'Enciclopèdia Jueva, Déu s'anomena figurativament Pare d'Israel de vegades, i Marit o Amant d'altres vegades, utilitzant termes sexuals i familiars per descriure analògicament l'amor de Déu per Israel (l'amor de Déu per Israel és com l'amor d'un pare pel seu fill, un l'amor del marit per la seva dona, o un amant per la seva estimada).

### Fill de Déu
Basat en l'analogia de la paternitat divina, el "fill de Déu" en el judaisme és una analogia per al poble d'Israel ("el meu fill Israel") i els àngels ("fills de Déu"), perquè són sants com, però diferents de i creat per, el Sant d'Israel. Déu no té fill, ni iguals, ni parts, en realitat.

### Esperit Sant
Els rabins medievals van identificar l'Esperit Sant com la Shekhinah, que és el tron vivent, o presència o alè de Déu, diferent i creat per Déu.

## Antic Testament
S'ha interpretat que l'⁣Antic Testament fa referències a la Trinitat en diversos fragments. Un d'ells és la profecia sobre el Messies a Isaïes 9. El Messies és anomenat "Consolador meravellós, Déu poderós, Pare etern, príncep de la pau". Alguns consideren que aquest vers significa que el Messies representarà la Trinitat a la terra. Això es deu al fet que Consolador és un títol per a l'Esperit Sant (Joan 14:26), la Trinitat és Déu, Pare és un títol per a Déu Pare i Príncep de Pau és un títol per a Jesús. Aquest vers també s'utilitza per donar suport a la Deïtat de Crist.
Un altre vers utilitzat per donar suport a la Deïtat de Crist és Daniel, 7:13-14.
| « | "Després, tot mirant aquella visió nocturna, vaig veure venir amb els núvols del cel algú semblant a un fill d'home; arribà fins a l'ancià carregat d'anys, el van presentar davant d'ell 14 i li van donar el poder, la glòria i la reialesa. La gent de tots els pobles, nacions i llengües li faran homenatge; el seu poder és etern, no passarà mai; el seu regne no es desfarà." | » |

Això es deu al fet que tant l'ancià carregat d'anys (Déu Pare) com el fill d'home (Jesús, Mt 16:13) tenen un domini etern, que s'atribueix a Déu al Salm 145:13.
Alguns també ho veuen al Gènesi, 19:24, ja que consideren que el Senyor al cel és diferent del Senyor a la terra.
| « | "El Senyor va fer ploure del cel sofre i foc sobre Sodoma i Gomorra. Va arrasar aquelles ciutats i tota la plana, amb els seus habitants i tota la vegetació." | » |

També es pot trobar la Trinitat quan l'Antic Testament es refereix a la paraula de Déu (Salm 33:6), el seu Esperit (Isaïes 61:1) i la saviesa (Proverbis 9:1), així com narracions com l'aparició dels tres homes a Abraham. Tanmateix, els estudiosos cristians trinitaris estan d'acord en general que aniria més enllà de la intenció i l'esperit de l'Antic Testament correlacionar aquestes nocions directament amb la doctrina trinitària posterior.
Alguns Pares de l'Església creien que es va concedir un coneixement del misteri als profetes i sants de l'Antic Testament, i que van identificar el missatger diví de Gènesi 16:7, Gènesi 21:17, Gènesi 31:11, Èxode 3:2 i La saviesa dels llibres sapiencials amb el Fill, i "l'esperit del Senyor" amb l'Esperit Sant.
Altres Pares de l'Església, com Gregori de Nazianz, van argumentar que la revelació va ser gradual, afirmant que el Pare va ser proclamat a l'Antic Testament obertament, però el Fill només de manera obscura, perquè "no era segur, quan la Deïtat del Pare encara no s'havia reconegut, proclamar clarament el Fill".
El Gènesi 18–19 ha estat interpretat pels cristians com un text trinitari. La narració fa que el Senyor s'aparegui a Abraham, que va rebre la visita de tres homes. Al Gènesi 19, "els dos àngels" van visitar Lot a Sodoma. La interacció entre Abraham, d'una banda, i el Senyor/tres homes/els dos àngels de l'altra va ser un text intrigant per a aquells que creien en un sol Déu en tres persones. Tant Justí el Màrtir com Joan Calví ho van interpretar de manera que Abraham va ser visitat per Déu, que va ser acompanyat per dos àngels. Justí va suposar que el Déu que va visitar Abraham es distingia del Déu que roman als cels, però, tanmateix, va ser identificat com el Déu (monoteista).
Agustí, en canvi, va sostenir que els tres visitants d'Abraham eren les tres persones de la Trinitat. No va veure cap indici que els visitants fossin desiguals, com seria el cas a la lectura de Justí. Aleshores, al Gènesi 19, Lot es va dirigir a dos dels visitants en singular: "Lot els va dir: 'No és així, senyor meu' (Gn. 19:18). Agustí va considerar que Lot es podia adreçar als ells com un sol perquè tenien una única substància, malgrat la pluralitat de persones.
Els cristians interpreten les teofanies, o aparicions de l'Àngel del Senyor, com a revelacions d'una persona diferent de Déu, que, no obstant això, s'anomena Déu. Aquesta interpretació es troba en el cristianisme ja des de Justí el Màrtir i Melitó de Sardes i reflecteix idees que ja estaven presents en Filó d'Alexandria. Les teofanies de l'Antic Testament eren doncs vistes com a Christofanies, cadascuna una "aparició preencarnada del Messies".

## Nou Testament

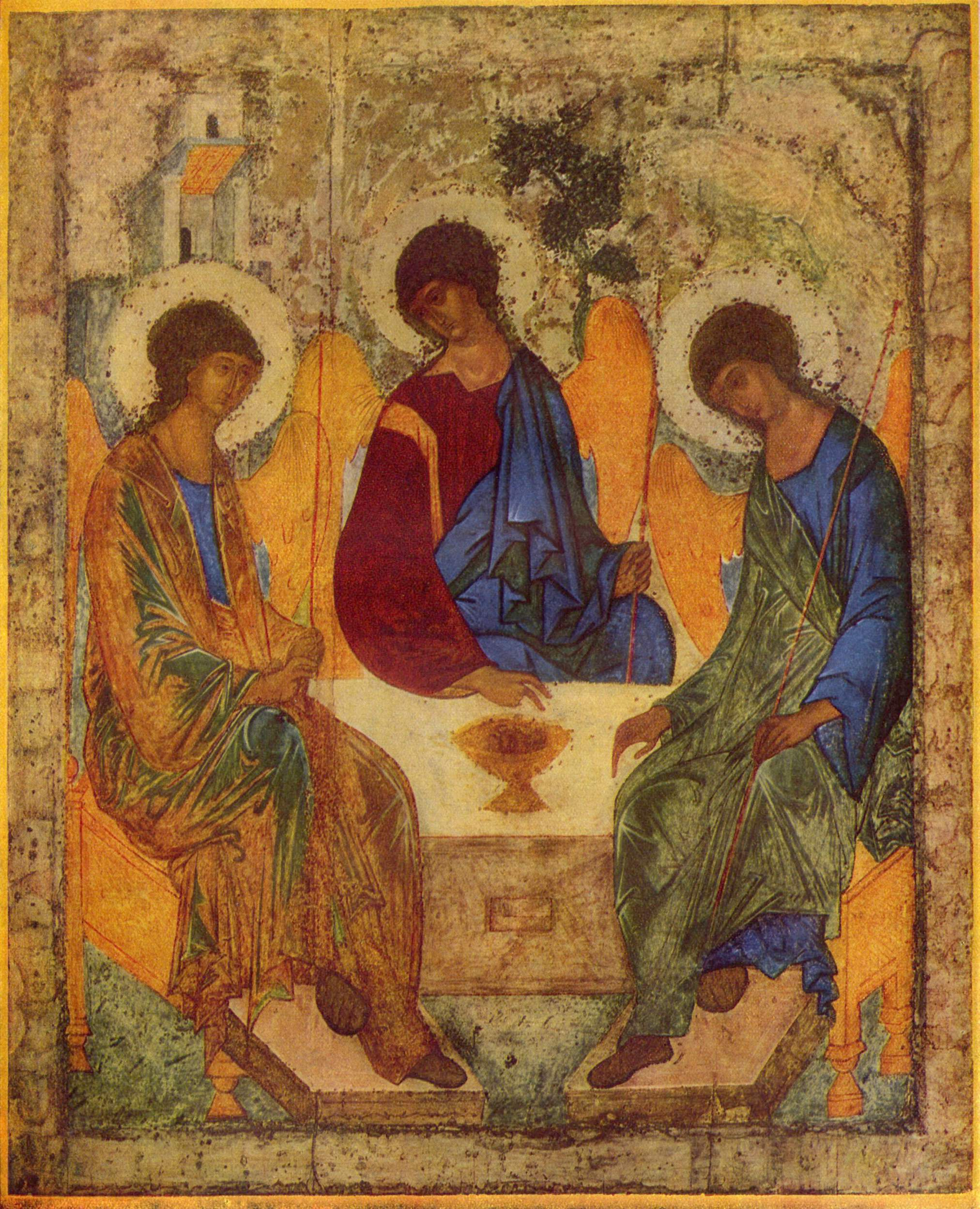
Icona russa de la Trinitat de l'Antic Testament d'Andrei Rublev, entre 1408 i 1425

Tot i que la doctrina desenvolupada de la Trinitat no és explícita als llibres que constitueixen el Nou Testament, el Nou Testament conté una sèrie de fórmules trinitàries, incloent-hi Mateu 28:19, 2 Corintis 13:14, 1 Corintis 12:4–5, Efesis. 4:4–6, 1 Pere 1:2 i Apocalipsi 1:4–6. Reflexió dels primers cristians sobre passatges com el Mandat Apostòlic: "Aneu, doncs, i feu deixebles de totes les nacions, batejant-los en el nom del Pare i del Fill i de l'Esperit Sant". I l'apòstol Pau beneeix dient: "La gràcia del Senyor Jesucrist i l'amor de Déu i la comunió de l'Esperit Sant siguin amb tots vosaltres", guiant els teòlegs de la història a intentar articular la relació entre el Pare, el Fill i l'Esperit Sant. Finalment, les diverses referències a Déu, Jesús i l'Esperit que es troben al Nou Testament es van reunir per formar la doctrina de la Trinitat: una Deïtat que subsisteix en tres persones i una substància. La doctrina de la Trinitat es va utilitzar per oposar-se a visions alternatives de com es relacionen els tres i per defensar l'església contra els càrrecs d'adoració de dos o tres déus.

### 1 Joan 5:7–8
Els estudis bíblics moderns estan d'acord en gran manera que 1 Joan 5:7, que apareix en textos llatins i grecs després del segle IV i es troba en traduccions posteriors, no es pot trobar als textos grecs i llatins més antics. El vers 7 es coneix com la coma joànica, que la majoria dels estudiosos accepten que és una addició posterior d'un copista posterior o el que s'anomena glossa textual i no forma part del text original. Aquest vers diu:
| « | Així, són tres els qui donen testimoni: l'Esperit, l'aigua i la sang, i tots tres concorden. | » |

Aquest vers està absent de les traduccions en etíop, arameu, siríac, eslau, armeni, georgià i àrab del Nou Testament grec.

### Jesús

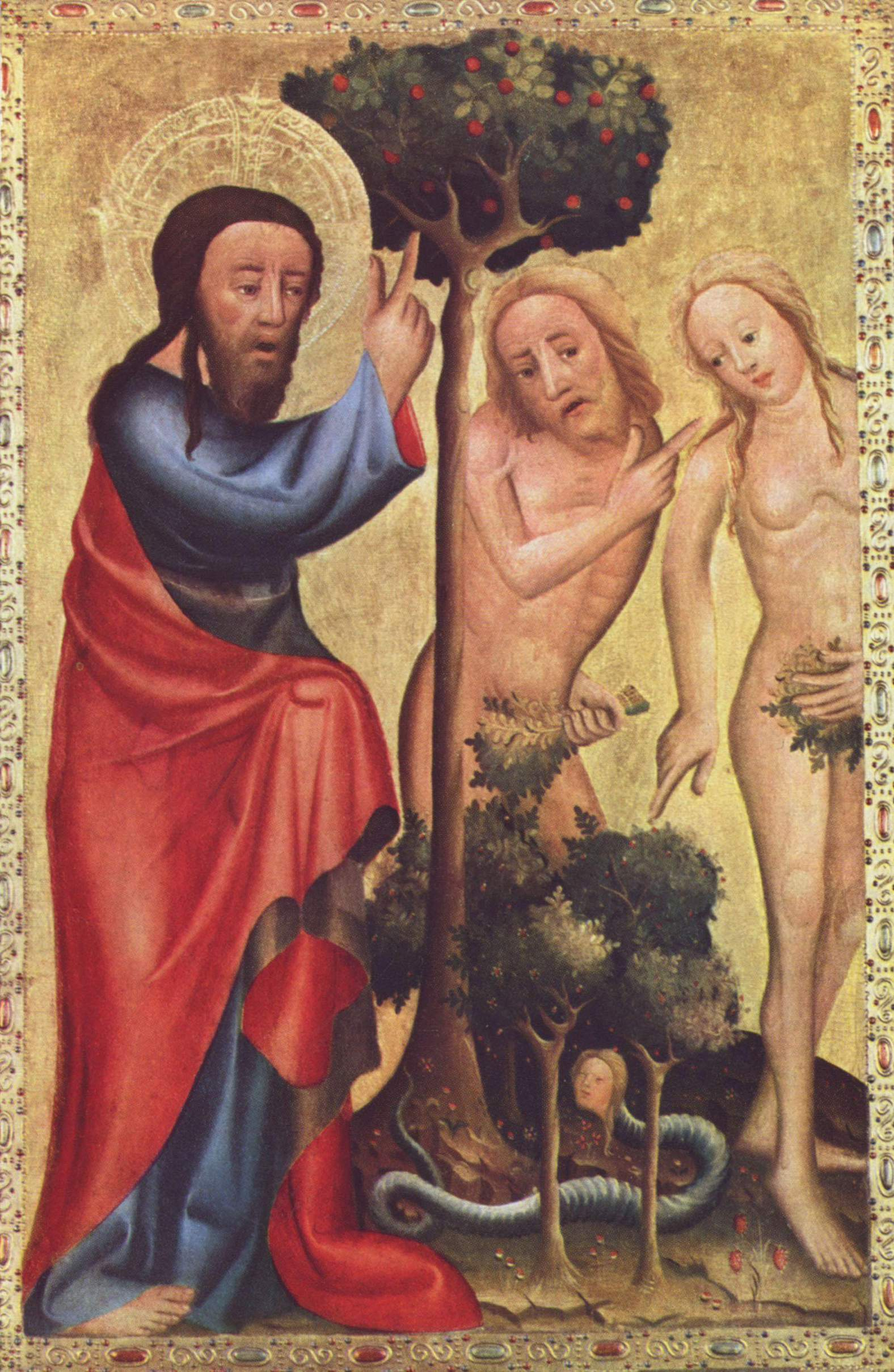
Déu en la persona del Fill s'enfronta a Adam i Eva, del mestre Bertram (dc 1415)

A les epístoles paulines, els patrons devocionals col·lectius públics cap a Jesús a la comunitat cristiana primitiva reflecteixen la perspectiva de Pau sobre l'estatus diví de Jesús en el que els estudiosos han denominat un patró o forma "binitari" de pràctica devocional (adoració) al Nou Testament, en què "Déu" i Jesús són tematitzats i invocats. Jesús rep l'oració (1 Corintis 1:2; 2 Corintis 12:8–9), la presència de Jesús és invocada confessionalment pels creients (1 Corintis 16:22; Romans 10:9–13; Filipencs 2:10–). 11), la gent es bateja en nom de Jesús (1 Corintis 6:11; Romans 6:3), Jesús és la referència en la comunió cristiana per a un àpat ritual religiós (el Sopar del Senyor; 1 Corintis 11:17–34). Jesús es descriu dient que té una "existència en la mateixa forma de Déu" (Filipencs 2:6), i que té "la plenitud de la Deïtat [vivent] en forma corporal" (Colossencs 2:9). Jesús també és en alguns versos anomenat directament Déu (Romans 9:5, Tit 2:13, 2 Pere 1:1).

Els Evangelis representen Jesús com a humà a través de la major part de la seva narració, però "al final un descobreix que és un ésser diví manifestat en carn, i l'objectiu dels textos és, en part, donar a conèixer la seva naturalesa superior en una mena d'epifania intel·lectual". En els Evangelis, Jesús es descriu com qui perdona pecats, la qual cosa fa que alguns teòlegs creguin que Jesús és retratat com Déu. Això és perquè Jesús perdona els pecats en nom d'altres, quan la gent normalment només perdona les transgressions contra un mateix. Els mestres de la llei ho critiquen amb aquestes paraules.
«Com és que aquest parla així? Això és una blasfèmia! Qui pot perdonar els pecats sinó Déu?» Marc 2:7
Jesús també rep προσκύνησις (proskynesis) després de la resurrecció, un terme grec que o bé expressa el gest social contemporani d'inclinar-se davant d'un superior, sigui de genolls o en plena postració (a Mateu 18:26 un esclau fa προσκύνησις al seu amo perquè no fos venut després de no poder pagar els seus deutes). El terme també pot referir-se a l'acte religiós de devoció cap a una divinitat. Mentre Jesús rep προσκύνησις una sèrie de vegades en els evangelis sinòptics, només en alguns casos es refereixen al culte diví.
Entre aquestes vegades hi ha Mateu 28:16–20, un relat de Jesús ressuscitat rebent adoració dels seus deixebles després de proclamar la seva autoritat sobre el cosmos i la seva presència constant amb els deixebles (lligant amb el començament de l'Evangeli, on Jesús és rebut amb el nom d'Emmanuel, "Déu amb nosaltres", un nom que al·ludeix a la presència constant del Déu d'Israel amb els seus seguidors al llarg de l'Antic Testament (Gènesi 28:15; Deuteronomi 20:1). Hi ha qui ha argumentat que Mateu 28:19 era una interpolació a causa de la seva absència en els primers segles de cites cristianes primerenques, però els estudiosos accepten en gran manera el passatge com a autèntic a causa de la seva evidència manuscrita de suport i que sembla que se cita a la Didache (7:1–3) o almenys hi queda reflectit, com a part d'una tradició comuna de la qual van sorgir tant Mateu com la Didache. Jesús rebent el culte diví després de la resurrecció també es reflecteix clarament a Lluc 24:52. Els Fets dels Apòstols descriu el moviment cristià primerenc com un culte públic centrat al voltant de Jesús en diversos passatges. En els Fets, és comú que els cristians individuals "invoquin" el nom de Jesús (9:14, 21; 22:16), una idea anterior a les descripcions de l'Antic Testament d'invocar el nom de YHWH com a forma d'oració. La història d'Esteve representa Esteve invocant i cridant a Jesús en els últims moments de la seva vida perquè rebi el seu esperit (7:59–60). Els Fets dels Apòstols descriuen a més una pràctica ritual comuna que incorpora nous membres a la primera secta de Jesús batejant-los en nom de Jesús (2:38; 8:16; 10:48; 19:5). Segons Dale Allison, els Fets dels Apòstols representen les aparicions de Jesús a Pau com una teofania divina, estilitzada i identificada amb el Déu responsable de la teofania d'Ezequiel a l'Antic Testament.
L'⁣evangeli de Joan s'ha vist especialment dirigit a emfatitzar la divinitat de Jesús, presentant Jesús com el Logos, preexistent i diví, des de les seves primeres paraules: «En el principi era el Verb, i el Verb era amb Déu, i la paraula era Déu" (Joan 1:1). L'Evangeli de Joan acaba amb la declaració de Tomàs que creia que Jesús era Déu: "Senyor meu i Déu meu!" (Joan 20:28). No hi ha cap aportació significativa entre els estudiosos moderns a negar que Joan 1:1 i Joan 20:28 identifiquen Jesús amb Déu. Joan també retrata Jesús com l'agent de la creació de l'univers.
Alguns han suggerit que Joan presenta una jerarquia quan cita Jesús dient: "El Pare és més gran que jo", una afirmació a la qual van apel·lar grups no trinitaris com l'arianisme. Tanmateix, pares de l'Església com Agustí d'Hipona i Tomàs d'Aquino van argumentar que aquesta afirmació s'havia d'entendre com Jesús parlant de la seva naturalesa humana.

### Esperit Sant
La teologia israelita anterior sostenia que l'Esperit és només la presència divina de Déu mateix, mentre que la teologia cristiana ortodoxa sosté que l'Esperit Sant és una persona diferent del mateix Déu Pare. Aquest desenvolupament comença a principis del Nou Testament, ja que l'Esperit de Déu rep molt més èmfasi i descripció de manera comparable que en l'escriptura jueva anterior. Mentre que hi ha 75 referències a l'Esperit dins de l'Antic Testament i 35 identificades en els rotlles no bíblics del Mar Mort, el Nou Testament, malgrat la seva extensió significativament més curta, esmenta l'Esperit 275 vegades. A més del seu major èmfasi i importància que es dona a l'Esperit al Nou Testament, l'Esperit també es descriu en termes molt més personalitzats i individualitzats que abans. Larry Hurtado escriu;
| « | A més, les referències del Nou Testament sovint retraten accions que semblen donar a l’esperit una qualitat intensament personal, probablement més que en els textos de l’Antic Testament o els Textos Jueus antics. Així doncs, per exemple, l’Esperit “va conduir” Jesús al desert (Mc 1:12), i Pau es refereix a l’Esperit que intercedeix per als creients (Romans 8: 26–27) i presentant als creients sobre el seu estat filial amb Déu (Romans 8: 14–16). Per citar altres exemples d’això, als Fets dels Apòstols l’esperit alerta a Pere a l’arribada dels visitants de Corneli (10:19), dirigeix l’església a Antioquia a enviar Barnabàs i Saül (13: 2-4), guia el Consell de Jerusalem a Una decisió sobre els gentils conversos (15:28), en un moment donat a Pau a missions a Àsia (16: 6), i en un altre punt adverteix a Pau (via oracles profètics) de problemes per davant a Jerusalem (21:11). | » |

L'Esperit Sant és descrit com Déu al llibre dels Fets dels Apòstols.
Pere li digué: -Ananies, per què has deixat que Satanàs envaís el teu cor? Reservant-te una part dels diners del terreny, has mentit a l'Esperit Sant. 4 Quan encara era teu, eres lliure de quedar-te'l; i, quan te l'has venut, podies disposar com volguessis dels diners. Per què has maquinat una cosa així? No has mentit als homes, sinó a Déu!". Fets 5:3–4
Pere primer diu que Ananies menteix a l'Esperit Sant, després diu que menteix a Déu.
Al Nou Testament, l'Esperit no es presenta com el receptor de la devoció cultual, que, en canvi, s'ofereix típicament a Déu Pare i a Jesús ressuscitat/glorificat. Tot i que posteriorment es va incloure l'Esperit com a destinatari de l'adoració, tal com es reflecteix en la forma desenvolupada del Credo de Nicea, al Nou Testament el més proper a fer-ho és a Mateu 28:19 i 2 Corintis 13:14, que descriuen l'Esperit com a subjecte del ritual religiós.
Pel que fa a la teologia cristiana posterior, a mesura que la polèmica arriana s'anava dissipant, el debat va passar de la deïtat de Jesucrist a la igualtat de l'Esperit Sant amb el Pare i el Fill. D'una banda, la secta del semiarrianisme va declarar que l'Esperit Sant era una persona inferior al Pare i al Fill. D'altra banda, els Pares Capadocis argumentaven que l'Esperit Sant era igual al Pare i al Fill en naturalesa o substància.
Tot i que el text principal utilitzat en defensa de la deïtat de l'Esperit Sant va ser Mateu 28:19, pares capadocis com Basili el Gran van argumentar a partir d'altres versos com Fets 5:3-4 o el Salm 33:6, que diu així: Un altre passatge del qual van citar els Pares Capadocians va ser "Per la paraula del Senyor es van fer els cels, i per l'alè de la seva boca tot el seu exèrcit".
Segons el seu punt de vista, com que "alè" i "esperit" en hebreu són tots dos "רוּחַ" ("ruach"), el Salm 33:6 revela els rols del Fill i l'Esperit Sant com a cocreadors. I com que, segons ells, només el Déu sant pot crear éssers sants com els àngels, el Fill i l'Esperit Sant han de ser Déu.
Un altre argument dels Pares Capadocis per demostrar que l'Esperit Sant és de la mateixa naturalesa que el Pare i el Fill prové de "Perquè, qui coneix els pensaments d'una persona, excepte l'esperit d'aquesta persona, que està en ell? Així també ningú no entén els pensaments de Déu, excepte l'Esperit de Déu" (1 Corintis 2:11). Van raonar que aquest passatge demostra que l'Esperit Sant té la mateixa relació amb Déu que l'esperit dins nostre té amb nosaltres. També van combinar "el servent no sap què fa el seu amo" (Joan 15:15) amb 1 Corintis 2:11 en un intent de mostrar que l'Esperit Sant no és l'esclau de Déu i, per tant, el seu igual.
El semiarrianisme va contradir els Pares Capadocis citant Hebreus 1:14: "Els àngels només són esperits que exerceixen un ministeri, enviats per a fer un servei als qui han d'heretar la salvació." Argumentaven així que l'Esperit Sant no és diferent dels altres esperits angèlics creats. Els Pares de l'Església no estaven d'acord, dient que l'Esperit Sant és més gran que els àngels perquè permet que els àngels poguessin anunciar els esdeveniments a venir.

## Desenvolupament posterior
Històricament, el dogma trinitari ha estat afirmat com un article de la fe en el Credo de Nicea (acceptat per totes les branques del cristianisme excepte l'Unitarisme o el restauracionisme), i el Credo d'Atanasi, els quals volien estandarditzar les creences sobre aquest tema. Aquests credos van ser formulats i ratificats per l'Església del segle iii i IV en oposició a les teologies heterodoxes sobre la Trinitat.
El Credo de Nicea, el qual és una fórmula clàssica d'aquesta doctrina, utilitza el terme grec homoousios que significa "de la mateixa substància". L'ortografia d'aquesta paraula difereix per una lletra de homoiousios, que significa "de substància similar". Aquesta altra paraula va ser utilitzada pels seguidors de dogmes no-trinitaris abans del Concili de Nicea.
Més d'una doctrina en oposició va sorgir per qüestionar el dogma o per diferents versions sobre la relació i preeminència d'un dels tres elements. Avui dia, la majoria dels restauracionistes rebutgen el dogma de la Trinitat tal com ha estat formulat per la resta de les branques del cristianisme tradicional. Els testimonis de Jehovà el rebutgen completament, ja que creuen que Jesucrist és un ésser creat per Déu, i els mormons creuen en un concepte ampli de "deïtat" dins el qual Déu Pare i Jesucrist tenen cadascú un cos, i, amb l'Esperit Sant, formen una "deïtat" que només està unida en propòsit. Per la seva part, els unitaris rebutgen que Déu pugui estar dividit en persones, així com la naturalesa divina de Jesús, i defensen una visió racionalista de la religió.

### Crítiques
Per als crítics d'aquesta doctrina, el dogma trinitari sembla d'origen neoplatònic, del culte a la lluna en les seves diferents fases, o que prové d'altres religions babilòniques o hindús (vegeu "Trimurti").
The Encyclopædia Britannica explica que "ni la paraula Trinitat ni la doctrina explícita apareixen en el Nou Testament. Aquesta doctrina es va anar desenvolupant al llarg de diversos segles i va causar nombroses polèmiques." Quan els escriptors del Nou Testament parlen de Déu, es refereixen al Déu i Pare de nostre Senyor Jesucrist. Quan parlen de Jesucrist, no parlen d'ell ni pensen en ell com Déu. És el Crist de Déu, el Fill de Déu, la Saviesa de Déu, la Paraula de Déu. The Encyclopedia Americana aclareix que "el trinitarisme del segle IV no reflectia amb exactitud l'ensenyament del cristianisme primitiu respecte a la naturalesa de Déu; al contrari, va ser una desviació d'aquest ensenyament". La New Catholic Encyclopædia admet:" La major part dels textos del Nou Testament revelen que l'esperit de Déu és alguna cosa, no algú, això es veu especialment en el paral·lelisme entre l'esperit i el poder de Déu".
La Bíblia mai es presenta a Déu com a part d'una trinitat:
«Jahveh, el nostre Déu, Jahveh és u» (Deuteronomi 6:4, TBS)
«Només tu, el teu Nom és Jahveh, ets l'únic Altíssim sobre tota la terra!» (Salm 83:18, TBS)
«Adoraràs el Senyor, el teu Déu, i només a ell donaràs culte”» (Mateu 4:10; Deuteronomi 6:13, TNM).
«Per tenir vida eterna, t’han de conèixer a tu, l'únic Déu verdader, i a aquell que tu has enviat, Jesucrist» (Joan 17:3, TNM)
«Déu és un de sol» (Gàlates 3:20, TBS)

## Escut de la Trinitat

Un diagrama compacte de la Trinitat, conegut com "Escut de la Trinitat". Aquest escut presenta una sèrie d'afirmacions sobre la correlació entre les persones de la Trinitat.

Per exemplificar la doctrina de la Santíssima Trinitat es va crear a l'edat mitjana un símbol que complia les regles de l'heràldica: L'Escut de la Trinitat. Consisteix en un cercle central, amb el nom de Déu, que s'enllaça amb tres cercles (Pare, Fill i Esperit Sant) amb barres en les quals es pot llegir "és i no és", per significar que són i no són la mateixa entitat. Aquests cercles formen un triangle, símbol tradicional de la divinitat.